# 伊藤卓 (1993年生のサッカー選手)
伊藤 卓（いとう たく、1993年10月8日 - ）は、山口県出身のサッカー選手。ポジションはMF（ウイング）。

## 来歴
ルーテル学院高校を卒業後、日本経済大学に入学するが1年で中退し、ドイツへ渡って2014年1月に6部のシュポートフロインデ・デューレンに加入する。デューレンでは2013-14シーズン後半戦の15試合に出場して14ゴールを決めた。この活躍がレギオナルリーガのアレマニア・アーヘンの目に止まり、2014年6月20日に福留健吾とともに加入が発表された。同年10月8日に行われた1.FCケルンとの練習試合で決勝ゴールを決めている。
2015年4月16日、アレマニア・アーヘンとの契約を2年間延長した。
2016年6月28日、個人的な事情を理由にアレマニア・アーヘンを退団して日本へ帰国する。
2016年7月15日、関東サッカーリーグ1部のVONDS市原に加入。2017年5月28日、同クラブを退団。
2017年6月24日、当時タイ・リーグ4のJLチエンマイ・ユナイテッドFCに加入。同クラブで2シーズンを過ごし、2017年シーズンはタイ・リーグ4北地域優勝およびチャンピオンステージ最終ラウンドグループB優勝、2018年シーズンはタイ・リーグ3優勝を経験した。
2019年1月4日、タイ・リーグ4のウッタラディットFCと契約。タイ・リーグ4北地域リーグ優勝を経験した。
2019年12月22日、ピッサヌロークFCと契約。このクラブはタイ・リーグ4にいたがCOVID-19パンデミックの影響でリーグが再編され、タイ・リーグ3で2020-21シーズンを戦うことになった。2020年12月4日、ピッサヌロークとの契約を解除。12月19日にプレー・ユナイテッドFCと契約して2020-21シーズンの後半戦をタイ・リーグ2でプレーすることになった。
2021年4月13日、プレー・ユナイテッドと新たに延長オプション付きの2年契約を結んだ。

## 所属クラブ
- 2014年  シュポートフロインデ・デューレン
- 2014年6月 - 2016年6月  アレマニア・アーヘン
- 2016年7月 - 2017年5月  VONDS市原
- 2017年6月 - 2018年10月  JLチエンマイ・ユナイテッドFC
- 2019年  ウッタラディットFC（英語版）
- 2020年  ピッサヌロークFC
- 2021年 - 2023年  プレー・ユナイテッドFC
- 2023年 - 2025年  ナコーンパトム・ユナイテッドFC